# メディア・リテラシー
メディア・リテラシーとは、メディアの機能を理解するとともに、あらゆる形態のメディア・メッセージを調べ、批判的に分析評価し、創造的に自己表現し、それによって市民社会に参加し、異文化を超えて対話し、行動する能力である。また、用語としてのメディア・リテラシーはメディア・リテラシーの実践や運動を含む。

## 概要
世界的に広く使われている有力な定義としては、NAMLE（全米メディア・リテラシー教育学会）やカナダのAML（メディア・リテラシー協会）の影響を受けて設立されたアメリカのCML、欧州連合（EU）、ユネスコによる定義があげられる。
NAMLEの定義は以下の通りである。「メディア・リテラシーとは、あらゆるコミュニケーション形態を用いてアクセス、分析、評価、創造し、行動する能力である。もっとも単純な用語としては、メディア・リテラシーは伝統的なリテラシーを土台とし、新しい読み書きの形態をもたらすものである。メディア・リテラシーは、人々を批判的に思考し、かつ創造し、効果的にコミュニケーションするアクティブな市民にする。」
また、CMLの定義は以下の通りである。「メディア・リテラシーは、多様な形態（印刷からビデオ、インターネットまで）のメッセージへアクセス、分析、評価、創造、参加するための枠組みをもたらす。メディア・リテラシーは、社会におけるメディアの役割の理解を構築するとともに探究に必須のスキルであり、民主主義社会における市民の自己表現に不可欠なものである。」
EUの定義は以下の通りである。「メディア・リテラシーはあらゆる技術的、認知的、社会的、市民的および創造的諸能力に関わるものであり、それらは私たちがメディアへアクセスし、その批判的理解とメディアとの関わりあいを可能にする。これらの諸能力によって私たちは批判的思考力を鍛えるとともに、社会の経済的、社会的、文化的側面に参加し、民主主義的プロセスへ積極的な役割を演じることを可能にする。」
一方、ユネスコはメディア・リテラシーと図書館界を中心に概念が形成された情報リテラシー を統合し、ニュース情報を批判的に評価する能力としてのニュース・リテラシー や情報・コミュニケーション技術を用いる能力としてのデジタル・リテラシー などの新たなリテラシーを包含したメディア情報リテラシーと呼ばれる用語を用いる。ユネスコによる情報リテラシーおよびメディア・リテラシーの定義は以下の通りである。
情報リテラシー
- 情報の必要性を明確化・区分化する。
- 情報の場所を特定し、アクセスする。
- 情報を批判的に評価する。
- 情報を組織する。
- 情報を倫理的に利用する。
- 情報を交流する。
- 情報の加工のためにICTを利用する。

メディア・リテラシー
- 民主主義社会におけるメディアの役割と機能を理解する。
- メディアがその機能を十分に発揮しうる条件を理解する。
- メディア機能の観点からメディア・コンテンツを批判的に評価する。
- 自己表現、異文化間対話、民主主義的参加のためにメディアに取り組む。
- ユーザー・コンテンツを創造するのに必要なスキル（ICTを含む）を身につけて用いる。

なお、ユネスコの定義に見られるように、メディア・リテラシーは情報リテラシーやニュース・リテラシーとは異なる概念であることに注意が必要である。とりわけメディア・リテラシーと情報リテラシーの類似性や違いについてはさまざまな議論がある。

## メディア・リテラシーの基本原理
メディア・リテラシーの概念をより正確に理解するためには、その基本原理と発展過程を理解する必要がある。メディア・リテラシーの基本原理の多くはイギリスのメディア・リテラシー研究者のマスターマン(Len Masterman)の研究に負っている。それに加えて、マスターマンに影響を与えた理論や思想、さらにはカナダのメディア研究者マーシャル・マクルーハンの影響についても考慮する必要があるが、本項では主としてメディア・リテラシーの基本原理に焦点を当てる。メディア・リテラシーの基本原理にとって重要な概念は、プロダクション（生産・制作）、リプリゼンテーション（テレビや演劇など、構成された表現・表象）、オーディエンス（視聴者）であり、これらの基礎概念の理解が求められる。また、用語としてのメディアがより具体的な表現であるメディア・テクストやメディア・メッセージといった用語に変化していった過程や、社会化の主体（エイジェント）としてのメディアという表現にも注目するとよいだろう。さらに、メディア・メッセージと情報の違いについても考えてみるとよい。メディア・リテラシーの基本原理は、メディア・リテラシーとは何か、メディア・リテラシーにおけるメディアとは何か、メディア・リテラシー教育はどのようにされるべきかといった原理的な問いに答えるものである。

### メディア・リテラシーの原点
今日のメディア・リテラシーの理論にもっとも大きな影響をもたらしたのはマスターマンの『Teaching the Media』（日本語訳『メディアを教える』世界思想社) である。マスターマンの理論はイギリスのみならず、カナダのAMLやアメリカのCMLおよびNAMLEによって北米のメディア・リテラシー教育運動に大きな影響をもたらした。これらの組織はユネスコによるMIL（メディア情報リテラシー）プログラムの中心的位置を占めており、マスターマンの理論は今日のグローバルなメディア・リテラシー教育運動の土台となっている。
彼のメディア・リテラシー思想の土台として、まず第一に、F・R・リーヴィスとデニス・トムソンらの文芸批評論があげられる。マスターマンは、彼らの『文化と環境』(1933) の出版がイギリスにおけるメディア教育の始まりだったと述べている（マスターマン邦訳前掲、p.53）。しかし、彼らの立場は新たなメディアがもたらす大衆文化から伝統的文化を守ることであった。
マスターマンは、彼らの伝統的なメディア教育論に対して、ロラン・バルトの記号論、スチュアート・ホールらのカルチュラル・スタディーズ、アントニオ・グラムシのヘゲモニー論やパウロ・フレイレの批判的リテラシー論・解放の教育学をもとに、新しいメディア教育学を構想した。その理論構成は、ほぼ同時期に構築されたヘンリー・ジルーの批判的教育学からの影響を見ることができる。実際、カナダ・トロント市にあるAML（メディア・リテラシー協会）は、マスターマンの理論のみならず、批判的教育学の理論からも影響を受けたといわれている。
このようにして構築されたマスターマンの理論によれば、メディア・リテラシーのもっとも重要な原則は、「メディアは能動的に読み解かれるべき象徴的（あるいは記号の）システムであり、外在的な現実の確実で自明な反映などではない」という点にある。そして、メディア・テクストを批判的に読み解くこととは、「単に送り出されたメッセージの内容だけでなく、それがどのように構成されどのような効果を生み出しているかに注意を向けること」であり、その教育の目的は「批判的主体」を育てることであった。これがメディア・リテラシーにおける批判的思考の原点である。

### メディア・リテラシーの基本原理
最初のメディア・リテラシーの基本原理は、AMLのバリー・ダンカンらによるメディア・リテラシーの８つのキー・コンセプトである。ダンカンらはマスターマンの理論の影響を強く受け、メディアの内容よりも伝達形態の重要性の指摘した「メディアはメッセージ」 の言葉で著名なマクルーハンのメディア論と融合させながら、1987年にこれらのキー・コンセプトを作り上げた。この8つのキー・コンセプトはオンタリオ教育省発行の「メディア・リテラシー・リソース・ガイド」に収録されている。さらにオンタリオ州のみならずカナダ全国の教職員研修に用いられた。同書では、メディア・リテラシーを次のように定義づけている。
「メディア・リテラシーはマスメディアの性質、マスメディアによって用いられたテクニック、およびこれらのテクニックの影響を十分かつ批判的に理解できるよう生徒たちを支援することに関わっている。さらに言えば、メディアがどのように機能し、メディアがどのように意味を作り出し、メディアがどのように組織され、そしてメディアがどのように現実を構成するのかということを生徒がより理解し、楽しむことができることを目的にしている。メディア・リテラシーはまた、生徒に対してメディア作品を創造する能力をもたらすことも目的としている。」
AMLによる8つのキー・コンセプトは以下の通りである。。
8つのキー・コンセプト
1. メディアはすべて構成されたものである
2. メディアは現実を作り出す
3. 視聴者はメディアを探りつつ意味を解釈する
4. メディアは商業的な意味を含む
5. メディアはイデオロギー的、価値的メッセージを含む
6. メディアは社会的、政治的意味を含む
7. メディアにおける形式と内容は密接に関連する
8. メディアはそれぞれ独自の美的形式を持つ

しかし、これらのコンセプトにおけるメディア概念にはあいまいさがあるため、このコンセプトの作成に関わったジョン・プンジェンテは、メディアの概念をより明確にした改訂を行った。さらに現在のAMLはメディアとメディア・テクストを概念的に区別した新たな改訂版を公表した。その内容は以下の通りである。
8つのキー・コンセプト（改訂版）
1. メディアは、現実のリプリゼンテーションを構成する
2. メディアは、多様な現実をリプリゼンテーションする
3. オーディエンスは、メディア・テクストの意味を探りつつ解釈するために過去の経験とスキルを用いる
4. メディア・テクストは、経済的な意味を持つ
5. メディア・テクストは、価値観を持ったメッセージを伝える
6. メディア・テクストは、政治的、社会的メッセージを伝える
7. メディア・テクストの形式と内容は、意味を伝えるために相互に結びつく
8. メディアは、それぞれ何が印象的で何が好ましいかを決定する独自の美的形式を持つ

AMLがメディア・テクストと呼ばれる用語を用いるのは、AMLの活動がマスターマンの理論の影響を強く受けており、その内容がオンタリオ州のカリキュラムにも反映されているからである。オンタリオ州のカリキュラムでは、メディア・リテラシーは、「多様なフォーマットのメディア・テクストの技とメッセージ交換に対する学習の結果」とされており、メディア・テクストは、オーディエンスに意味を伝える印刷、口語、映像などあらゆるフォーマットを含み、意味を伝えるための「言語」を持つ。
アメリカの研究者や活動家は1990年にトロント近郊のゲルフで開催されたAMLの会議に参加し、自分たち自身のセッションを開いた。ここから実質的なアメリカのメディア・リテラシー運動が始まった。参加者はマリリン・コーヘン、デビッド・コンシダイン、レネ・ホッブス、ダグラス・ケルナー、ロバート・クーベイ、キャスリン・モーディ、ジム・ポッター、レネ・チェロウオレアリー、マリエリ・ローウェ、エリザベス・トーマン、キャスリン・タイナーの11名であった。この参加者グループが中核となり、アメリカでCMLやAMLA(現在のNAMLE)を設立することになる。
まず、フランシス・デイビスはAMLの8つのキー・コンセプトをもとにテレビを見るためのメディア・リテラシーの５つのアイデアを整理した。ただしこの５つのアイデアは保護者や子どもにもわかるように、テレビにのみ焦点を当てて作られたものであった。CMLの設立者の一人であるトーマンは、このアイデアをさらに発展させ、５つのコンセプトとしてまとめた(Thoman, 1993)。さらに、トーマンはフレイレの理論をもとに、アウェアネス、分析、リフレクション、アクションの４つのステップを含む「エンパワーメント」の過程を描き、それをアクション・ラーニング・モデルとした。(Thoman, Ibid.)
その後、2002年にトーマン、ジョルズ、ジェフ・シェアらは、CMLから『21世紀へのリテラシー：メディア・リテラシー教育の概要とオリエンテーション・ガイド』（現在は第二版）を公表する(Thoman, Jolls, and Share, 2008)。このガイドには、５つのコア・コンセプトに加えて５つのキー・クエスチョンが追加された。その理由は、子どもたちにコア・コンセプトを直接理解させることが難しいため、質問の形にする必要があったからである。キー・クエスチョンは読解と制作の二種類があり、どちらもコア・コンセプトと関係付けられている。さらに、メディア・リテラシーの５つのスキル（アクセス、分析、評価、創造、参加）、エンパワーメントのスパイラル（アウェアネス、分析、リフレクション、アクション）が追加された。
なお、同ガイドは、メディア・リテラシーを「教育への21世紀を志向するアプローチであり、多様なフォーマットのメッセージを使用するための、アクセス、分析、評価、創造、参加の枠組みをもたらすとともに、社会におけるメディアの役割の理解と民主主義社会の市民に求められる探究と自己表現のスキルを構築するもの」と定義している。コア・コンセプトとキー・クエスチョンは以下の通りである。
メディア・リテラシーのコア・コンセプト
1. メディア・メッセージはすべて「構成された」ものである
2. メディア・メッセージは創造的言語とそのルールを用いて構成されている
3. 多様な人々が同じメディア・メッセージを多様に受け止める
4. メディアは価値観と視点を含んでいる
5. ほとんどのメディア・メッセージは、利益を得るため、および／または権力を得るために作られる

5キー・クエスチョン：読解
1. 誰がこのメッセージを作ったのか？
2. どんな創作テクニックが私の関心を引くために使われたのか？
3. このメッセージの他の人々の理解はどのように異なっているか？
4. このメッセージにはどんな価値観やライフスタイル、視点が表現されているか、あるいは排除されているか？
5. なぜこのメッセージは送られたのか？

5キー・クエスチョン：制作
1. 私は何を制作しているのか？
2. 私のメッセージはフォーマット、創造性、テクノロジーに意見が反映されているか？
3. 私のメッセージはターゲット・オーディエンスの心を捉え、動かしているか？
4. 私はコンテンツの中で、価値観やライフスタイル、視点を明確かつ一貫して構成したか？
5. 私は目的を効果的に伝えたか？

### メディア・リテラシー教育の基本原理
メディア・リテラシーの基本原理を教育の場で実現するための教育原理がメディア・リテラシー教育の原理である。前者がメディア・リテラシーの原理そのものに焦点を当てるのに対して、後者は教育実践の原理と方法に焦点を当てたものだと言える。その初源は、マスターマンの「メディア・アウエアネス教育18の基本原則」である。これは、AMLのニュースレターに掲載された1995年版（翻訳：鈴木みどり編著『メディア・リテラシーの現在と未来』世界思想社、2001:296-297)とCMLのサイトに掲載された1989年版があり、項目の内容や表現に多少の違いがある。メディア教育と表記されているが、メディア・リテラシー教育と同じ意味である。
メディア・アウエアネス教育18の基本原則(1989年版)
1. メディア教育は重大かつ意義ある試みである。問われているのは個々人とりわけマイノリティのエンパワーメントと社会の民主的構造の強化である。
2. メディア教育を統合する中心的コンセプトはリプリゼンテーションである。メディアは媒介する。メディアは世界を反映するのではなくリプリゼンテーションする。
3. メディア教育は生涯にわたるプロセスである。それゆえに、学習者の高いモチベーションが主要な目的にならなければならない。
4. メディア教育は単に批判的知性を育てるのではなく、批判的主体を育てる。
5. メディア教育は探究である。メディア教育は特定の文化や政治的価値を押し付けない。
6. メディア教育は状況と機会を重視する。メディア教育は学習者の生活状況に光をあてる。そして、メディア教育は「今、この場」を、広く歴史的かつイデオロギー的な問題の文脈に置くであろう。
7. メディア教育で用いるコンテンツは目的のための手段である。その目的は別のコンテンツではなく、他の場面に応用できる分析的なツールを開発することにある。
8. メディア教育の有効性は次の二つの基準によって評価される。
(a)新しい状況に生徒自らの批判的思考を用いる能力
(b)生徒が示す関与と動機の深さ
9. 理想としては、メディア教育における評価は、形成的かつ総括的な学習者の自己評価の手段である。
10. 実際、メディア教育は内省と対話双方のための対象を提供することによって、教えるものと教わるものの関係を変革する試みである。
11. メディア教育は単なる討論ではなく、対話を通して探究する。
12. メディア教育は基本的に活動的かつ参加型であり、より開かれた民主的な教育実践の展開を促進する。メディア教育は学習者に自らの学習に対してより責任を持ち、学習を自己管理し、授業の計画に参加し、そして自らの学習に長期にわたる視野を持つように力づける。
13. メディア教育は新しい教科領域の導入に関わるよりも、より教室での新しい活動の方法に関わっている。
14. メディア教育は協働学習を含む。協働学習はグループに焦点を当てる。個々人の学習は競争ではなく洞察とグループ全体のリソースに関わることによって強化される。
15. メディア教育は実践的批判と批判的実践の双方から成り立っている。それは文化的再生産に対する文化的批判の優位性を確認するものである。
16. メディア教育はホーリステックなプロセスである。理念的には保護者やメディア専門家、教職員同士の関係を形作るものである。
17. メディア教育は絶えざる変革の原理に関わっている。それは絶えず変化していく現実とともに発展しなければならない。
18. メディア教育の土台にあるのは差異の哲学的認識論（エピステモロジー）である。すなわち、既存の知識は単に教師によって伝えられたり、学習者によって「発見される」のではない。それは目的ではなく始まりである。それは批判的探究と対話の対象であり、そこから新しい知識は学習者と教師たちによって能動的に創造されるのである。

NAMLEは、2007年にマスターマンの18の基本原則を受け継ぎつつ、メディア・リテラシー教育に関する6つの中核原理を公表した。この中核原理はCMLのコア・コンセプトを含んでおり、それを教育の場でどのように実践するかという問題に焦点をおいて作られた。この中核原理の公表と同時にNAMLEはその前身のAMLA(Aliance for Media Literaited America)から名称を変更している。それはメディア・リテラシーからメディア・リテラシー教育への大きな運動の転換を意味するものであった。この中核原理は6つの原理とその原理からもたらされるより具体的な下位項目から構成されている。ここでは基本項目のみを掲載する。
メディア・リテラシー教育の中核原理
1. メディア・リテラシー教育は、私たちが受信し、創造するメッセージについての積極的な探究と批判的思考を要求する。
2. メディア・リテラシー教育は、リテラシーの概念(すなわち読み書き)をあらゆるメディアの形態に拡張する。
3. メディア・リテラシー教育は、あらゆる年齢層の学習者に対して行われ、スキルの向上を図る。識字能力のように、それらのスキルは統合され、インタラクティブに繰り返し、練習される必要がある。
4. メディア・リテラシー教育は、民主主義社会に不可欠な、情報に通じ、深く考え、積極的に関わっていく社会への参加者を育てる。
5. メディア・リテラシー教育は、メディアが文化の一部であり、社会化の主体（エイジェント）として機能することを認識する。
6. メディア・リテラシー教育は、人々がメディア・メッセージから自分自身の意味を作り出すために、自分たちのスキルや心情、経験を利用すると確信する。

※なお、上記事中に用いた翻訳は許可を得てAMILEC（アジア太平洋メディア情報リテラシー教育センター ）のサイトから転載したものである。メディア・リテラシー教育の中核原理の 全文訳 も同サイトに掲載されている。

## 歴史

### イギリス
イギリスでのメディア・リテラシーの萌芽として、1933年に、F・R・リーヴィスとデニス・トンプソン（トムソン）がマスメディアを批判的に読み解くことについて言及している。ただし、リーヴィスらは、現在のメディア・リテラシーの意味とは違い、大衆文化の影響を避け、正統なものを見分けることを求めていた。他方、アドルフ・ヒトラーの情報操作が他国でも問題になっており、BBCでプロパガンダを見分ける放送が行われたり、1936年にローマ教皇によりメディア教育を授業に組み入れるよう呼びかけが行われた。その後、1960年代には、メディアの中からより高級なものに興味を持てるようにする教育がよく取り入れられた。
しかし、1970年代にかけて、メディアが大衆に受け入れられ表現も多様化されていった中で、イギリス・ノッティンガム大学のレン・マスターマンが、1985年に『メディアを教える』（Teaching the Media） を出版した。マスターマンは、「メディア・リテラシーは単にクリティカルな知力を養うだけでなく、クリティカルな主体性を養うことを目的する」と述べ、後に、「メディア・リテラシーの18の基本原則」をまとめている。

### カナダ
カナダでは1960年代、マーシャル・マクルーハンのメディア分析と時を同じくして、社会問題を考えるための映画分析が学校教育で行われていた。1966年には、トロントで、映画教育教会が設立されている。
その後、1970年代に教育の保守化・予算削減などが原因で映画教育の動きは下火になったが、バリー・ダンカンにより、メディア・リテラシー教会（AML）が作られ、草の根ベースのメディア・リテラシー活動を行っていた。このメディア・リテラシー教会の政府への働きかけなどにより、1987年、メディア・リテラシーがカナダのオンタリオ州のカリキュラムとして導入され、1989年、オンタリオ州教育省からメディア・リテラシーの教育者向けガイド が発行された。

### 日本

#### メディア・リテラシー導入前
江戸時代には大衆メディアが勃興し、既に情報規制が厳しく行われていた。特に幕末では、倒幕派や攘夷派の起こした事件は、瓦版などで大きく報道できなかった。そのため、瓦版の版元は隠語などを用いて発行し、知識のある者がそれを読み取っていた。
明治時代も情報統制は継続し、自由民権運動や大正デモクラシーなどで緩和の動きも起きつつあったが、昭和初期に満州事変をはじめとする大陸での陸軍の暴走がメディアと世論によって支持され、自由化の道は自壊した。さらに、第二次世界大戦勃発後、ドイツの快進撃が報道されるに及び、ドイツとの同盟論が復活（ドイツがソ連と独ソ不可侵条約を結んだことにより、同盟論は沈静化していた）し、その上英米に歩み寄る政府の姿勢をメディアが批判的に報道し、世論は対英米協調に反対を示し、それに乗じた陸軍の工作により、協調路線をとる米内光政内閣は崩壊した。一つの見方では、メディア・リテラシーの欠如が日中戦争の拡大を促し、太平洋戦争を勃発させたとも言える。
太平洋戦争下では、新聞は法律によって統制され、放送局は事実上の国営局一つだけなど、露骨な情報操作が行われていた。報道や軍事などに詳しいものであれば疑うこともある内容ではあったが、軍部による言論の弾圧もあったため、疑念を表に出すことがあれば非国民とされ、生きていくこともままならなかった状況でもあった。もしメディア・リテラシー教育が行き届いていたとしても、開戦自体を止められなければ無力であるとも言え、常日頃のメディア・リテラシーが重要であることを示唆している。
第二次大戦後はGHQによる統制が行われ、自由化は主権回復後となる。1957年には、テレビによるマスコミの悪影響が一億総白痴化などと言われたことがあった。「テレビというメディアは非常に低俗な物であり、テレビばかり見ていると、人間の想像力や思考力を低下させてしまう。」といったもので、現代におけるインターネット批判と同様の事が50年も前から起こっていた。
戦後大本営発表や新聞の戦争責任などの送り手側の問題の検証が行われたが、受け手側のメディア・リテラシー教育はさほど重視されなかったため、そういったメディアを読み、聞き、見ていく訓練は自主的に行わなければならなかった。

#### 日本のメディア・リテラシーの発展
日本では、メディア・リテラシーが3つの領域から発展している。ひとつは、前述の諸外国によるメディアリテラシーの輸入、もうひとつは、視聴覚教育やコンピュータ・情報教育からの発展、そして専門学校・大学・企業などで職業訓練の一環として行われるものである。

#### 21世紀の状況
テレビで2007年1月に起こった情報バラエティー番組「発掘!あるある大事典II」（フジテレビ）における「納豆ダイエット」データ捏造問題や、2011年1月に起こったニュース番組「news every.サタデー」（日本テレビ）における取材対象の企業の社員を一般客に装ったやらせ演出など虚偽情報を放送する事件が度々起きており、メディア・リテラシー教育の必要性は全年代にあると言える。
政治ではブームの時期にメディアが好意的な記事を流し続けることもあり、ブームが去ったあと手のひら返しでその問題点が叩かれることが度々起きる（新党ブーム、郵政選挙・小泉旋風、民主旋風、第二次安倍政権など）。
新聞は放送法の規制を受けるテレビよりも党派性が強く、偏向しているとして問題になることがある。
インターネットの普及により誰もが意見を広げる事が出来るとマスコミの報じる情報に疑問を呈する傾向が生まれた。例えば新聞が盛んに推進する新聞・書籍に軽減税率を適用するという意見については、2014年8月の日本新聞協会のアンケートでは肯定的な人が76.0%であるのに対し（中日新聞2014年10月11日付け記事）、Yahoo!の意識調査では32.8%にとどまっており、新聞とインターネットの意識調査間に乖離が生じる結果となった。
一方でインターネットの普及は従来のメディアとは比較にならないほどの膨大な情報を受け手にもたらすこととなり、また送り手のハードルも低くなった。その結果2016年に大手ネットサービス企業DeNAのヘルスケア情報サイトで誤った内容や著作権侵害があった事が大きな問題となった。一部新聞では情報企業の無責任ぶりを批判していたが、従来からの大手マスコミ（テレビ・新聞）にも情報操作が散見される為、受け手の方も玉石混交の情報を鵜呑みのする事はせずに情報をしっかり見極める事が必要とされる。いずれのメディアも、虚偽の内容や誤った情報、そして古い情報が紛れ込んでいる可能性は大いにある。他の文献などのカウンターメディアを参照し、より精確な理解を深めることが必要である。
世界数十カ国の大学・研究機関が参加し、共通の調査票で各国国民の意識を調べ相互に比較する調査である「世界価値観調査」の第7回目の調査結果（日本では2019年に調査）によれば、日本は諸国の中でも、政府の信頼度が低くマスコミの信頼度が高いという先進国、途上国、社会主義国のいずれとも違う特異的な調査結果が出ている。日本では政府の信頼度は他の先進国並に低いが、新聞・雑誌に対して7割近くの信頼度がある。本川裕は仮説として明治政府の強権性に新聞・雑誌が対抗したことの功績が現代に続いているのではないかとしている。
総務省が行った「令和2年度 情報通信メディアの利用時間と情報行動に関する調査」では、それぞれのメディアにどの程度信頼できる情報があると考えているかが調査された。その結果によれば、全年代で見ると、最も信頼度が高いメディアは新聞であり、66.0%が信頼できると評価した。前年度(令和元年度)の調査結果と比較すると、新聞、テレビ、インターネット、雑誌という、4つのメディアのすべての信頼度が減少する結果となった。年代別では、30代、40代、50代及び60代では新聞の信頼度が最も高くなっているが、なお、20代では、新聞とテレビが同程度の信頼度となっており、10代では、テレビの信頼度が、新聞の信頼度より高くなっている。

## メディア・リテラシー教育

### 日本におけるメディア・リテラシー教育
2012年現在、日本の学習指導要領に「メディア・リテラシー」の文言は、まだない。しかしながら、例えば、「総合的な学習の時間」で「情報」を扱い、中学校の美術の表現活動として「映像メディアの積極的な活用」がなされ、技術・家庭科の技術分野では「多様なメディアを複合し、表現や発信ができること」が目標とされており、実質的なメディア・リテラシー教育も、さまざまなところで行われている。

しかしながら、子供のみならず、教師に対するメディア・リテラシー教育も必要であるとの指摘もある。情報メディア研究家の保岡裕之は、メディア・リテラシーの言葉・概念を知っている学生は7割以上いるが、具体的に情報を適切に評価・活用できておらず、むしろ退化している人増えているのではとも指摘している。
日本のメディア・リテラシー教育の実例としては、
- 「NIE」による教育での、メディアに対する読解力の向上。
- 英語の教科書でメディア・リテラシーの概念についての読解。
- 東京大学大学院情報学環教育部による東京大学をはじめとする学部学生や大学院生、社会人を対象にしたメディア・リテラシー専門教育の実施。

などがある。

#### 「情報を発信する力」を育成する意義
メディア・リテラシーは、市民のエンパワーメントを目的としている。かつて、文字の読み書きが貴族、それも主に男性だけに認められた時代から、教育によってすべての国民が読み書きする時代になった。映像制作や放送も、放送局だけが行うことでなく、すべての国民が自己表現、自己主張することを目指さなければないのである。リテラシーが識字、つまり読み書きなのであるから、「書き」の部分の教育方法の開発や作品を公表するために地域との協力体制作りが必要である。福井県では県内の小・中・高等学校がNHK福井放送局と協力して、児童・生徒が制作した番組を「発信マイスクール」という5分間のコーナーで放送してきた。2000年から5年間で135校、県内の学校の35%が番組を制作し、放送した。普段の子供の姿が映るため、保護者に安心感を与え、学校のイメージアップにつながった。マスコミで流される学校のイメージは悪いため、ギャップに気づかされることになるのである。子供の作品が大人のメディア・リテラシー教材となるのである。また、学校によってはケーブルテスト(Cable Test)を行ったり、学校評価に使うところもあった。メディアを使う立場になれば、単なる視聴者からすぐに脱却できることがわかる。。

#### 教科書の変化
2000年から小・中学校の国語教科書に「ニュース番組を作ろう」などの内容が入った。自分たちのニュース番組を作るために構成表を書き、調査に行くことが示されている。ビデオカメラで撮影する姿や、「校内放送してみんなで見るのも楽しいでしょう」と制作、放送を勧めている。

#### 大学におけるメディア・リテラシー教育
大学では、学生が映像制作し、地方局・CATVやインターネットで放送するところが増えている。茨城県では茨城大学・筑波大学・東京藝術大学がNHK水戸放送局と協力して「熱血スタジアム」という15分番組を月3回放送した。。
信州大学は、CATVに「信州大学チャンネル」を1チャンネル持ち、講演会・研究会・市民講座を放送するだけでなく、学生が制作した作品も放送している。東京情報大学では、学生が毎週地元のCATVに番組を供給しているだけでなく、千葉県内の高等学校の放送部を支援して番組を作り、千葉テレビから放送している。東海大学・中央大学・白鷗大学・愛知淑徳大学なども学生が制作した番組をCATVから放送している。このように、大学ではメディア・リテラシーを制作・放送のレベルで行っている。

## 現代の動向
現代では各種メディアが大きく発達したのに合わせ、以前よりも情報の必要性・重要性が増しており、同じく情報のもたらす影響も以前より遥かに大きくなっていると言える。また、情報をテレビのみに依存しがちになることが増えているほか、インターネットの普及により、未成年の段階から大量の情報に触れる機会も多くなっている。そのため、早い段階からのリテラシー教育の必要性が指摘されている。

## メディア・リテラシーの提案者
- ニール・ポストマン (Neil Postman 1931-2003)-メディア生態学者/作家
- ルネイ・ホッブズ (Renee Hobbs)-メディア教育における権威

学校カリキュラムにおけるメディア教育に関する資料については、EUソクラテス・プロジェクトを参照のこと。